# Jarmila Kurandová

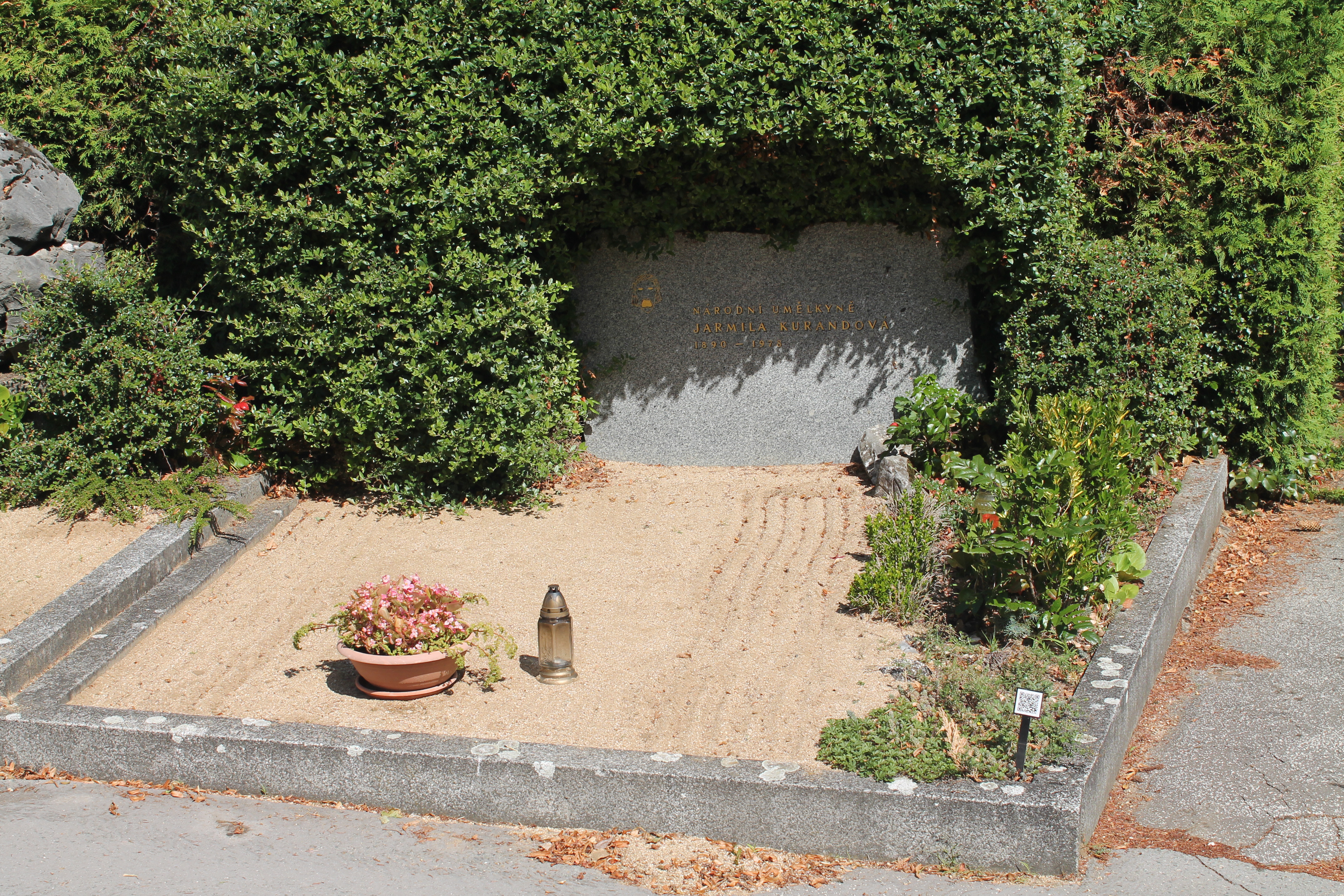
Hrob Jarmily Kurandové na Ústředním hřbitově v Brně

Jarmila Kurandová, rozená Marie Martínková (30. ledna 1890 Veselá u Počátek – 6. prosince 1978 Brno) byla česká herečka a divadelní pedagožka, členka Českého divadla v Olomouci (1920–1935), dlouholetá členka činoherního souboru Zemského (Státního) divadla v Brně (1935–1960). Jedná se o jednu z nejznámějších představitelek filmové babičky, natočené podle scénáře Františka Pavlíčka v roce 1971 na motivy novely Boženy Němcové. Vynikala vysokou hereckou kultivovaností a výbornou jevištní mluvou, velmi ráda hrála babičky v pohádkách a pohádky také ráda četla i vypravovala zejména v rozhlase.
Od 23. května 2009 má ve svém rodišti pamětní desku.

## Ocenění
- 1947 Cena země České (za roli matky Pavlasové v dramatu Ves v pohraničí)
- 1954 jmenována zasloužilou umělkyní
- 1971 udělen titul národní umělkyně
- 1975 Řád práce

## Známé filmové role
- Babička
- Týden v tichém domě
- Pyšná princezna
- Rudá záře nad Kladnem
- Botostroj
- Přicházejí z tmy
- Rodinné trampoty oficiála Tříšky
- Princezna se zlatou hvězdou